# Renate Kern
Renate Kern (* 23. Januar 1945 in Tann/Rhön; † 18. Februar 1991 in Hoyerswege/Ganderkesee, Niedersachsen), mit bürgerlichem Namen Renate Hildebrandt, geb. Poggensee, war eine deutsche Schlager- und Country-Sängerin. Sie trat auch unter den Künstlernamen Nancy Wood und Nathalie de Navarre in Erscheinung.

## Karriere
Renate Kern war die Tochter des Raketentechnikers Karl Poggensee (1909–1980). Die während eines Schüleraustauschs 1962 in den USA geknüpften Beziehungen zu Rundfunk und Fernsehen bewogen Renate Kern, ihren ursprünglichen Berufswunsch – Lehrerin – aufzugeben. Von Werner Last alias Kai Warner, dem Bruder von James Last, entdeckt, machte die Sängerin mit der tiefen Stimme schnell Karriere, meist mit Texten, die Mut machten oder Ratschläge gaben, besonders das fröhlich-rhythmische Stop the Beat (1967). Von 1965 bis Mitte der 1970er Jahre stand sie bei der Plattenfirma Polydor unter Vertrag.
Ihre ersten Singles erschienen 1965 und platzierten sich auf Anhieb in den deutschen Charts: Kiss and Shake (Platz 35) und Du bist meine Liebe (Platz 39). Mit Lieber mal weinen im Glück feierte sie 1968 ihren größten Hit (Platz 10). Du musst mit den Wimpern klimpern (1968, Platz 30), Lass doch den Sonnenschein (1969, Platz 18), Lieber heute geküsst (1969, Platz 30) und Alle Blumen brauchen Sonne (1970, Platz 27) zählen ebenfalls zu ihren großen Erfolgen. Mit Alle Blumen brauchen Sonne konnte sie 1970 den zweiten Platz beim Deutschen Schlager-Wettbewerb in Mainz erreichen. 
Nach einigen weiteren Erfolgen in den Hitparaden, Fernsehauftritten und Tourneen stagnierte ihre Karriere Anfang der 1970er Jahre, und ihr Stern sank gegen Ende des Jahrzehnts unaufhörlich. Ihre letzte Hit-Notierung in den deutschen Single-Charts stammt aus dem Jahre 1974 (Wenn du gehst). Zu diesem Zeitpunkt hatte sie die Plattenfirma Polydor verlassen und einen Vertrag bei BASF unterzeichnet. Hier erschien eine ganze Reihe von Singles. 1974 heiratete sie den Toningenieur Klaus-Dieter Hildebrandt. Das Paar gründete einen eigenen Musikverlag und produzierte u. a. das Schlagerduo Mona & Michael. Des Weiteren richteten sie in ihrem gemeinsamen Haus ein Tonstudio ein, wo u. a. Roger Whittaker Platten aufnahm. In den Rundfunk-Hitlisten schaffte sie 1976 noch einmal einen kleinen Hit (Tonio, Platz 46). Im darauffolgenden Jahr wechselte sie zum Label Crystal/EMI, doch auch hier wollte sich kein Comeback einstellen. 1976 sang sie unter dem Namen Nathalie de Navarre auch in Französisch.
1981 wechselte Kern nicht nur das Genre – vom Schlager zum Country –, sie legte sich auch einen neuen internationalen Künstlernamen zu: Nancy Wood. In den USA veröffentlichte sie beim kleinen Label Montage das Lied Imagine That, das von den bekannten Country-Songwritern Byron Hill (schrieb Hits für Alabama (Band), George Strait, Gary Allan) und J. Remington Wilde (Conway Twitty, Randy Travis) geschrieben wurde. Der erhoffte große Durchbruch gelang ihr damit zwar nicht, jedoch ein Achtungserfolg, denn als einzige deutsche Sängerin nach Tina Rainford (Silver Bird, 1976) schaffte sie den Sprung in die amerikanischen Country-Charts (1981, Platz 79, vier Wochen platziert). Obwohl das Interesse der Amerikaner danach rapide nachließ, blieb Kern dem Country-Genre bis zu ihrem Lebensende treu: 1983 erschien in Deutschland eine Doppel-LP mit dem Titel Imagine That. Im Jahr darauf wählte das niederländische Country-Magazin Gazette sie zur besten europäischen Countrysängerin. Bei Radio Bremen moderierte sie außerdem die Sendung Nancy's Country Drive-In und gab zahllose Konzerte.
Ab Ende der 1980er Jahre begann sie zunehmend an Depressionen zu leiden. Am 18. Februar 1991 fand man sie tot in ihrem Haus. Sie hatte Suizid begangen. Ihre letzte Ruhestätte befindet sich auf dem Rostocker Neuen Friedhof, wo auch ihre Schwiegereltern begraben sind.
1997 erschienen bei dem Label Bear Family zwei CDs mit alten Aufnahmen von Kern. 1998 wurde ein Dokumentarfilm veröffentlicht, der Leben und Karriere von Kern nachzuzeichnen versucht: Und vor mir die Sterne…. Der Film lässt, umrahmt von Mitschnitten diverser Auftritte und Interviews mit der Künstlerin, Mitmusiker, Anhänger und Kollegen aus dem Showgeschäft zu Wort kommen (u. a. Dieter Thomas Heck, dessen Frau Ragnhild Heck und Renate Kern-Produzent Peter Orloff). 2003 erschien mit Butterfahrt auch ein Theaterstück, in dem die Autorin Margit Rogall eine Annäherung an den Menschen Renate Kern wagte. Ende 2008 widmete ihr altes Plattenlabel Polydor ihr eine CD in der Reihe Schlagerjuwelen: Ihre großen Erfolge.

## Diskografie (Auswahl)

### Alben (Renate Kern)
- 1968: Lieber mal weinen im Glück (Polydor), CD 2016 Reihe „Originale“ (Electrola)
- 1969: Meine Welt ist schön (Polydor), CD 2011 Reihe „Originale“ (Koch)
- 1973: Nur wer liebt (Polydor), CD 2016 Reihe „Originale“, mit Lieber mal weinen … (Electrola)
- 1974: Renate Kern (BASF)
- 1975: … und draußen geht immer der Wind (BASF)
- 1976: Jahr für Jahr (BASF)

### Kompilationen (Renate Kern)
- 1972: Ihre schönsten Schlager, geteilte LP mit Bruce Low (Luxor Gold)
- 1973: Renate Kern (Karussell)
- 1987: Alle Blumen brauchen Sonne (Polydor)
- 1989: Meine Lieder – mein Leben (Polydor)
- 1993: Tennessee Waltz, BASF-Aufnahmen (Pilz)
- 1997: Du bist meine Liebe (Bear Family)
- 1997: Er nahm ein anderes Mädchen (Bear Family)
- 2002: Meine schönsten Lieder (Camouflage)
- 2008: Ihre großen Erfolge (Polydor · Schlager Juwelen)

### Alben (Nancy Wood)
- 1983: Imagine That (Lovelight)[4]
- 1985: Loneliness Is Just a Point of View (Lovelight)
- 1985: On the Road 1 (nur auf MC; Lovelight)
- 1989: Lieder der Straße (MCP Records) (nur in Österreich in Tankstellenshops)
- 1990: Wild Flowers (Lovelight)

### Kompilationen (Nancy Wood)
- 1987: We Never Give Up, Blue Bayou u.v.a (Polyband/Lovelight)
- 1992: Stars & Trucks, Folge 11: Asphalt Cowboy - Nancy Wood (Karussell)
- 2002: Best of Nancy Wood (Vandango)

### Singles (Renate Kern)
- 1965: Kiss and Shake / Die Welt ist so schön wie ein Traum (Polydor)
- 1965: Du bist meine Liebe / Kommt nicht in Frage (Polydor)
- 1965: I’ll Remember Summer / Now and Then (Polydor Intern.)
- 1965: You’ll Be the First One to Know / Now and Then (Polydor Intern.)
- 1966: Eine Welt für uns zwei (A World of Our Own) / Weine keine Abschiedsträne (Polydor)
- 1966: Bis morgen / Ganz genau wie du (Polydor)
- 1966: Laß den dummen Kummer / Weinen tut so weh (Polydor)
- 1967: An irgendeinem Tag / Du mußt mir die Wahrheit sagen (Polydor)
- 1967: Stop the Beat / Damals in Napoli (Polydor)
- 1968: Eine schlaflose Nacht / Ein Mann – ein Wort (Polydor)
- 1968: Lieber mal weinen im Glück / Traurig sein lohnt sich nicht (Polydor)
- 1968: Milord (auf der LP-Kompilation Eine Runde Polydor)
- 1968: Du mußt mit den Wimpern klimpern / Herbstwind (Polydor)
- 1969: Laß doch den Sonnenschein / Meine Welt ist schön (Polydor)
- 1969: Lieber heute geküßt / Einsamkeit (Polydor)
- 1969: 1990 / Come On Let’s Dance (Polydor)
- 1970: Supermann / Silber und Gold (Polydor)
- 1970: Alle Blumen brauchen Sonne / Das schönste Land der Welt (Polydor)
- 1970: Warum willst du weinen / Good Bye My Love (Polydor)
- 1971: Er nahm ein anderes Mädchen (Me and Bobby McGee) / Auch Dir lacht einmal die Liebe (Polydor)
- 1971: Geh’ mit Gott / Qua la Linta (Träume sind schön) (Polydor)
- 1972: Morgen früh lachst du schon wieder / Rinaldo Rinaldini (Polydor)
- 1972: Das macht diese Welt erst richtig schön / Meine Welt (Polydor)
- 1973: Andiamo Amigo / Mach es wie die Sonnenuhr (Polydor)
- 1974: Wenn du gehst / Bitte denk’ an mich (Souviens-toi de moi) (BASF)
- 1974: Zwei in Verona (Itamoré) / Südwind (BASF)
- 1974: Renate Kern · BASF-Medley-Single 1974 (der LP Renate Kern von 1974)
- 1975: Freu’ dich doch auf den nächsten Sommer / Johnny Mc Clyde (BASF)
- 1975: Zwischen Dir und mir gibt es keine Tür / Balalaika (BASF)
- 1975: Schmetterling flieg / Was soll aus mir werden (BASF)
- 1976: Eine Insel in der Sonne / Vorschuß auf das Paradies (BASF)
- 1976: Tonio / Die letzte Reise (BASF)
- 1976: Tennessee Waltz / Lili Marleen (Koch)
- 1977: Morgen da fährt mein Zug in eine andere Welt / Meine Welt von morgen wird viel schöner sein (Crystal)
- 1978: Die Liebe macht uns Frauen schöner / Ferdinand (Crystal)
- 1978: Komm’ zeig’ mal deine Zähne / Irgendwie geht es weiter (Crystal)
- 1979: Polterabend im Grünen Kranz / Glaub’ ich dem Wind (Crystal)
- 1981: Ach bist du schön… / Oh denk daran (Columbia)

### Single (Nathalie de Navarre)
- 1976: Quand tu es chez moi (Verde) / Tu es moi (Mondscheinsonate) (BASF)

### Singles (Nancy Wood)
- 1981: Imagine That / Turn Your Love Light On (Montage Records)
- 1982: Turn Your Love Light On / Imagine That (Ariola)
- 1983: Lyin’ Cheatin’ Woman Chasin’ Honky Tonkin’ Whiskey Drinkin’ You / Could I Borrow Your Arms for Tonight (Lovelight)
- 1985: Loneliness Is Just a Point of View (Medley-Kurz-LP 1985; Lovelight)
- 1985: In the Movies / Marianna (Lovelight)
- 1986: Blue Bayou / We Never Give Up (Lovelight)
- 1989: Wild Flowers / Long Way to Go (Lovelight)
- 1989: König der Nacht / Keinerlei Gewähr (Lovelight)